# Renault Type ABM
Der Renault Type ABM war eine Pkw-Modellreihe des französischen Automobilherstellers Renault aus der Zeit vor dem Zweiten Weltkrieg. Zu dieser Modellreihe gehörten:
- Renault Nervastella (1929–1937)
- Renault Nerva Grand Sport (1935–1937)
- Renault Suprastella (1938–1939)